# Tapisseries de l’abbaye Saint-Jean
Les tapisseries de l’abbaye Saint-Jean sont un ensemble de tapisseries réalisées dans la première moitié du XVIe siècle pour l’abbaye du même nom. Abordant des sujets aussi bien profanes que religieux, la collection se caractérise par une grande variété de style, bien que les tapisseries aient toutes été réalisées sur une période de quelques décennies. Probablement fabriquées, au moins en partie, par les moniales elles-mêmes, les tapisseries de la collection se distinguent également par la qualité des modèles utilisés, couplée cependant à une certaine maladresse dans l’exécution, signe d’un travail de lissiers amateurs, mais cultivés.
La majorité des pièces survivantes se trouvent dans l’ancienne église abbatiale, tandis que d’autres, dispersées par les ventes ayant suivi la Révolution, se trouvent au Musée de l'Œuvre Notre-Dame ou encore au Museum of Art d’Honolulu.

## Histoire
L’ensemble des tapisseries connues de cet ensemble ont été réalisées dans la première moitié du XVIe siècle, sous l’abbatiat d’Amélie d’Oberkirch, famille dont les armoiries apparaissent sur de nombreuses pièces, tandis que l’abbesse s’est faite également représenter à plusieurs reprises.
Le nombre de pièces que comportait la collection à l’origine est inconnu, de même que le nombre exact dont la paroisse a hérité à la suite de la Révolution. Au cours du XIXe siècle et d’une grande partie du XXe siècle, les tapisseries ont été négligées, un curé en vendant même quatre pièces en 1931. Alors qu’il ne reste plus que dix pièces, la collection est protégée juridiquement par un classement aux Monuments historiques en 1969. Elle reste toutefois stockée dans un local peu sécurisé, ayant pour conséquence le vol de l’ensemble des tapisseries en 1980. Neuf d’entre elles sont récupérées par la suite, mais la scène représentant l’Annonciation et la Crucifixion n’a jamais été retrouvée,.

## Œuvres conservée dans l’église Saint-Jean

### Mise au tombeau

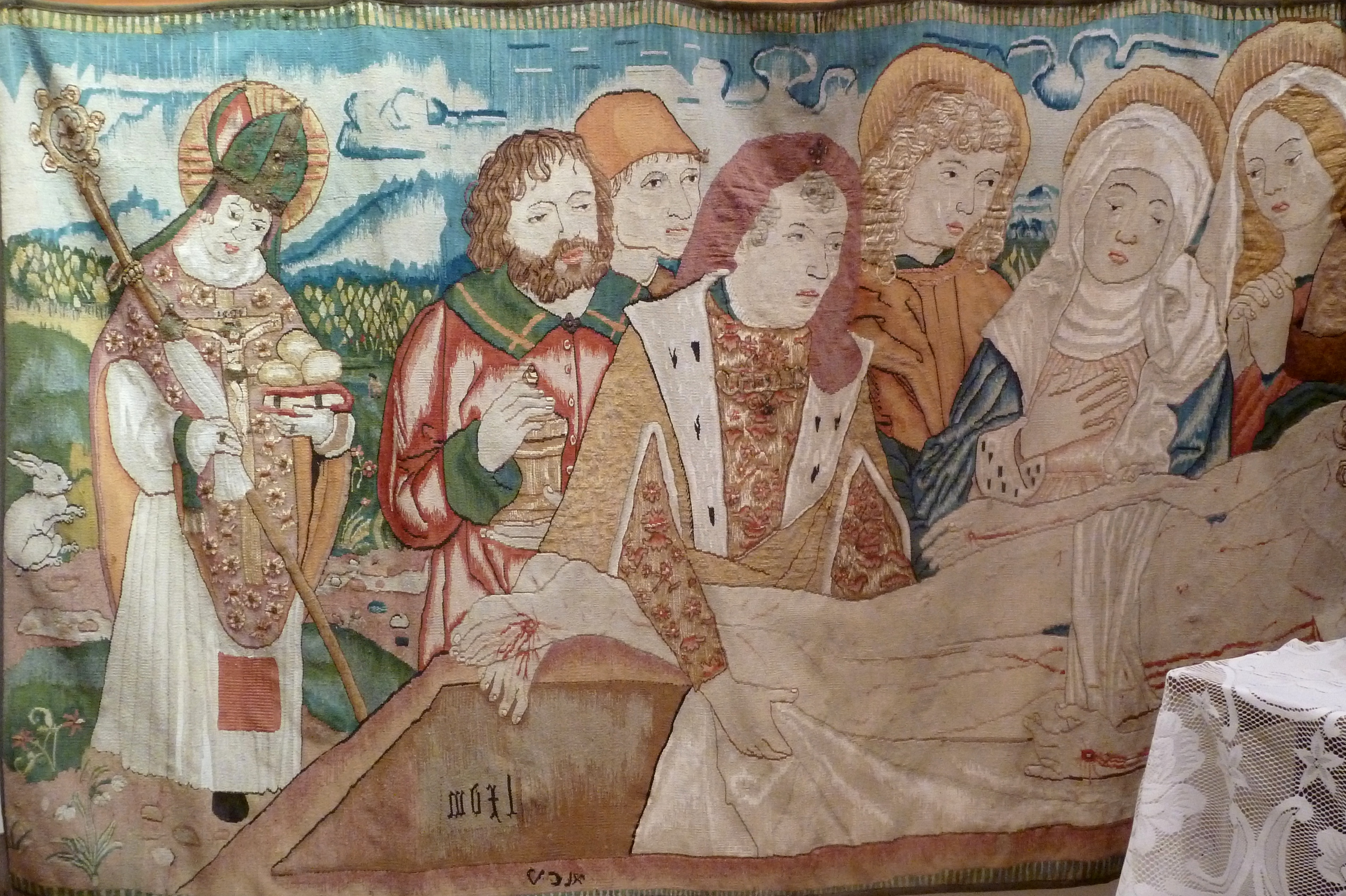
Mise au tombeau, 1540.

Cette grande tapisserie de 200 cm par 105 cm représente la scène de la mise au tombeau. Elle comporte la date de 1540, ainsi que le blason des Oberkirch, derrière lequel l’abbesse Amélie d’Oberkirch elle-même est agenouillée en prière. Sous la date, marquée sur le tombeau, une autre inscription demeure non déchiffrée, mais pourrait être la signature de l’atelier.
Proéminent à l’avant-plan se trouve le tombeau, dans lequel Joseph d’Arimathie et Nicodème sont en train de descendre le corps de Jésus. Entre eux se trouve un groupe parmi lequel Marie, qui semble sur le point de défaillir, la main sur le cœur, tient le rôle central. À sa droite, l’apôtre Jean l’observe et paraît être sur le point de la retenir, tandis qu’à sa gauche Marie Madeleine, les mains jointes, prie ardemment. À gauche Zachée apporte un flacon de parfum, accompagné d’un personnage indéterminé qui se tient derrière lui. Au sein de cette iconographie relativement classique, la présence de saint Nicolas sur le côté gauche semble quelque peu incongrue. Derrière lui s’ébat un lapin et s’étend un paysage de champs dans lesquels s’activent des paysans, tandis qu’à l’arrière-plan les montagnes ressemblent fortement aux hauteurs de Dabo, visibles depuis l’abbaye.

### Jugement de Salomon

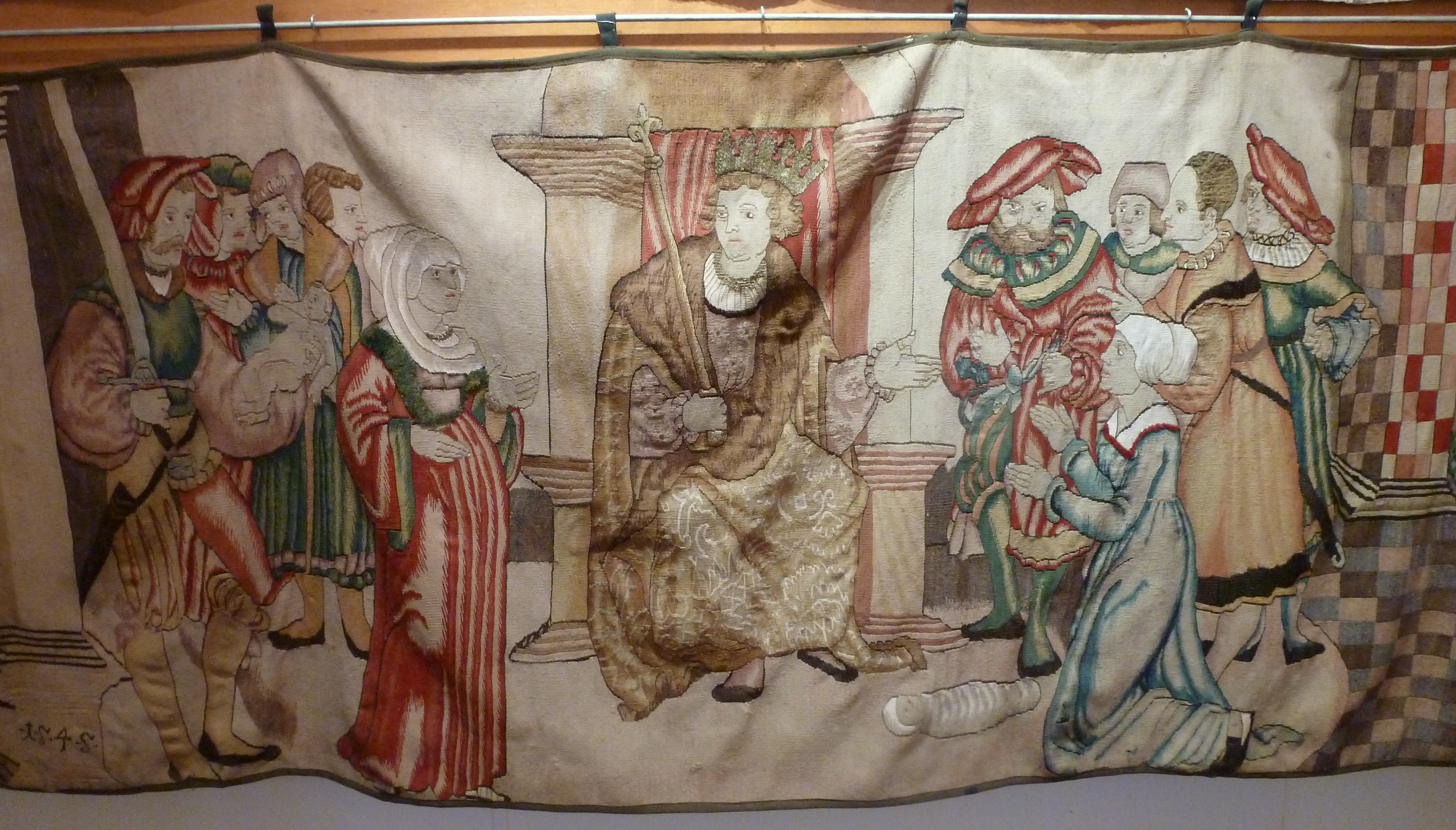
Jugement de Salomon, 1545.

Cette tapisserie figurant l’épisode du jugement de Salomon est avec ses 270 cm de long pour 95 cm de large la plus grande pièce de la collection. Le millésime qui y figure permet de la dater précisément de l’année 1545, tandis que les armoiries de sable au lion d’argent passant figurant à côté de celui-ci font référence à un donateur lié à la famille des Oberkirch.
La scène se passe dans la salle du trône à l’architecture Renaissance du palais de Salomon, au moment pivot du récit, lorsque le roi, richement vêtu de damas et de fourrures et coiffé d’une couronne tissée de fils d’or, rend son jugement en faveur de la vraie mère. Celle-ci, agenouillée aux pieds du roi, le supplie de plutôt donner l’enfant à l’autre femme que de lui faire du mal, alors qu’en face d’elle, un soldat, vêtu à la manière d’un lansquenet, s’apprête à couper en deux de sa longue épée le bambin qui se débat. Devant lui, la mauvaise mère se tient fièrement debout et encourage par sa gestuelle le meurtre de l’enfant. De chaque côté du trône un groupe de courtisans vêtus à la mode du XVIe siècle discute de la décision du souverain. Chaque extrémité de la tenture montre la cour intérieure du palais, délimitée par une muraille garnie de tours et agrémentée d’une fontaine ainsi que d’un lion et un ours.
La composition est soignée, avec notamment une répartition harmonieuse des personnages de chaque côté du roi Salomon, et parvient à synthétiser avec succès le récit en une seule scène. L’exécution révèle en revanche des maladresses, en particulier dans la tentative de rendre la profondeur par la perspective, qui présente de nombreuses erreurs.

### Voile d’armoire eucharistique

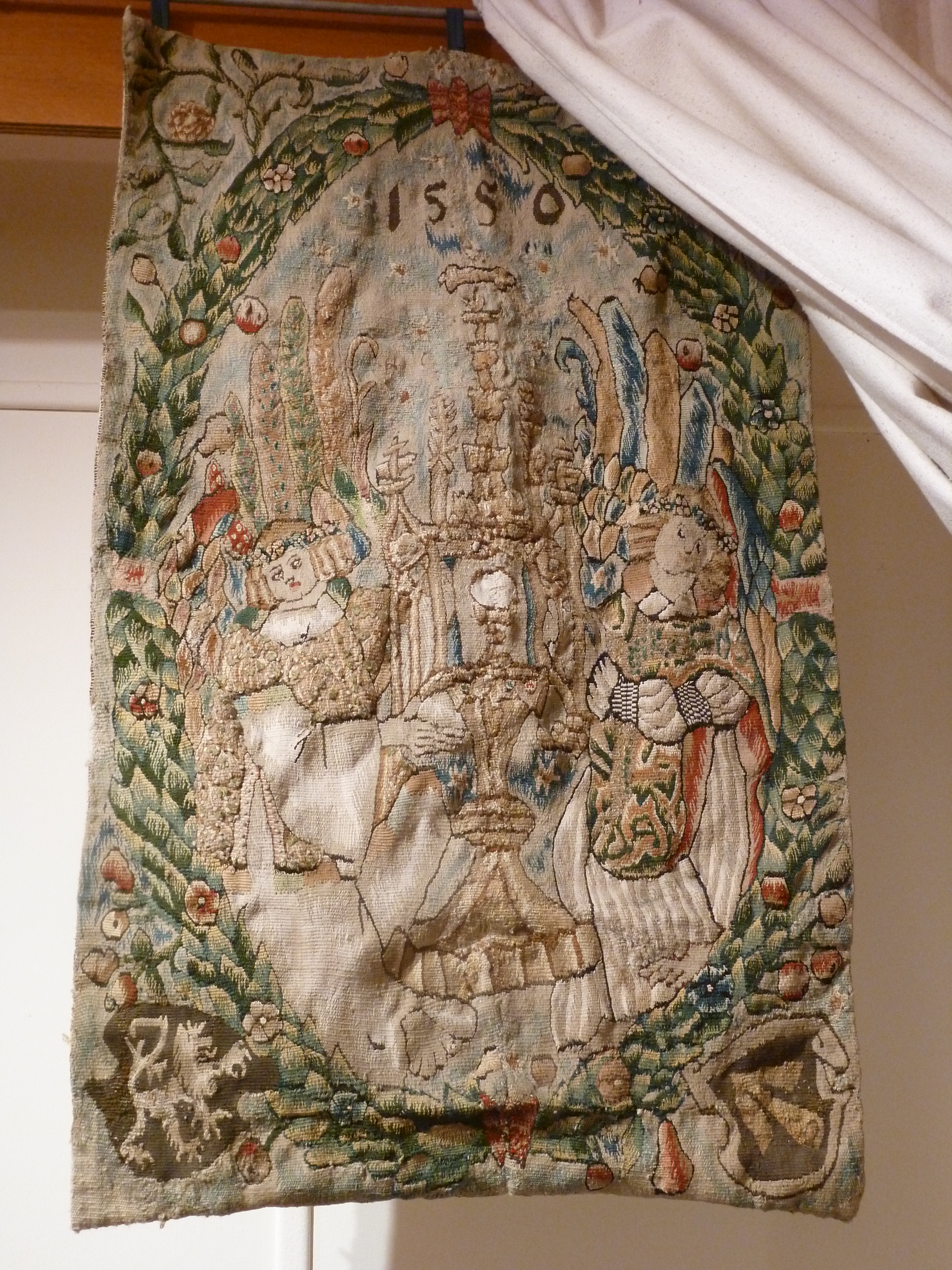
Voile d’armoire eucharistique.

Cette petite tapisserie de 80 cm de long pour 48 cm porte la date de 1550 et les blasons des familles d’Oberkirch et de Knobloch. Elle est généralement identifiée comme un voile d’armoire eucharistique en raison de son sujet, deux anges tenant un ostensoir, le tout encadré d’une guirlande. Bien que la richesse des formes gothiques de l’ostensoir montre que l’auteur s’est inspiré d’un modèle de qualité, le tissage est en revanche médiocre.

### Fragment décoratif
Ce fragment de provenance indéterminé a la forme d’un carré d’environ 50 cm de côté. La tapisserie imite ici un brocart vert, marron et blanc, orné de corbeilles, de pommes de pin, de guirlandes et de vases. Un fragment identique à celui-ci se trouve au musée de l'Œuvre Notre-Dame.

## Œuvres disparues ou conservées en d’autres lieux

### Annonciation et Crucifixion

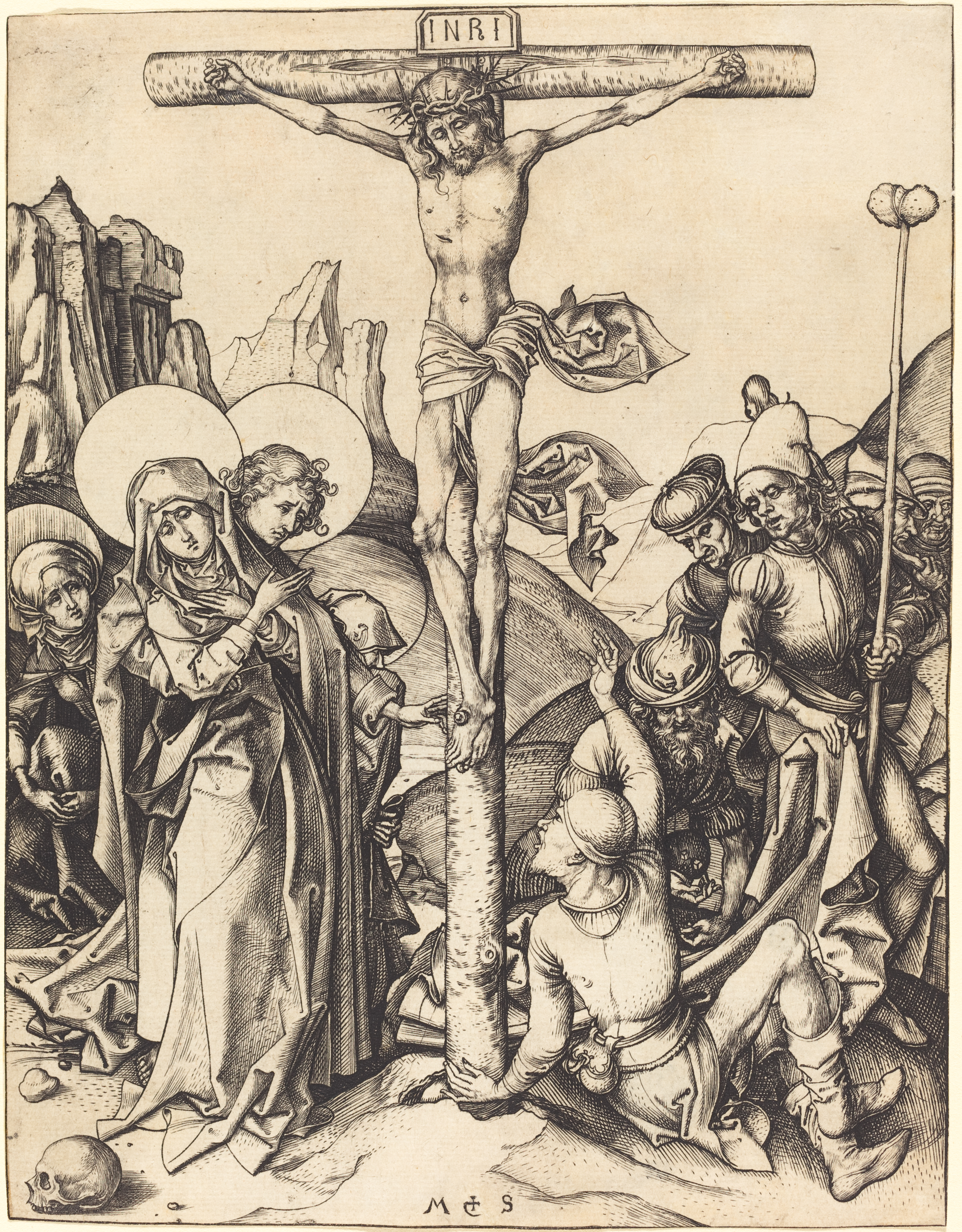
Gravure de Martin Schongauer représentant la Crucifixion, inspiration possible de la tapisserie.

Cette tapisserie de 115 cm de long pour 57 cm de large, représentant la Crucifixion à gauche et l’Annonciation à droite, a été volée dans l’abbatiale en 1980. Contrairement au reste de la collection, elle n’a pas été retrouvée et n’est donc plus connue que par les photographies et les commentaires qui en ont été réalisées avant cette date. Les armoiries des Oberkirch et des Knobloch y figurant permettent d’en connaître les donateurs et de la dater du début du XVIe siècle.
La scène de l’Annonciation prend une forme classique inspirée de la peinture flamande du XVe siècle : Marie et l’ange Gabriel se font face dans un intérieur représenté en perspective, séparés par le vase de lys, tandis que la colombe du Saint-Esprit descend sur Marie. La Crucifixion est elle probablement inspirée de l’art de Martin Schongauer, avec là aussi une composition assez classique : les Saintes Femmes et l’apôtre Jean se répartissent de chaque côté de la croix, au pied de laquelle les soldats se partagent la tunique de Jésus aux dés.
Le fait que les deux scènes se suivent dans un ordre antéchronologique est inhabituel. L’explication de cette curiosité est toutefois donnée par la présence de phylactères, dont le texte qu’ils contiennent est également à l’envers : la tapisserie est l’œuvre d’un lissier particulièrement inexpérimenté, qui a inversé le modèle lors du tissage.

### Fragments du musée de l’Œuvre Notre-Dame
Le musée de l’Œuvre Notre-Dame conserve trois fragments décoratifs faisant partie du lot vendu en 1931. L’un de ces fragments est identique à celui encore conservé dans l’église Saint-Jean.

### Madone au jardinet entre sainte Barbe et sainte Catherine
Cette pièce fait également partie du lot vendu en 1931. Récupérée dans un premier temps par le musée de Francfort, elle a ensuite été acquise par l’Académie des Arts d’Honolulu.